# Ville-au-Val
Ville-au-Val est une commune française située dans le département de Meurthe-et-Moselle, en région Grand Est.

## Géographie

### Localisation
Ville-au-Val est un village lorrain de la vallée de la Moselle situé à 8 km à vol d'oiseau au sud-est de Pont-à-Mousson, 30 km au sud de Metz, 70 km à l'ouest de Sarrebourg, 16 km au nord de Nancy et 25 km au nord-est de Toul.
La commune se trouve dans l'aire d'attraction de Nancy ainsi que dans la zone d'emploi de cette ville, et dans le bassin de vie de Pont-à-Mousson.

### Communes limitrophes
Les communes limitrophes sont Autreville-sur-Moselle, Belleau, Bezaumont, Landremont, Millery et Sainte-Geneviève.
|           | Landremont             |         |
| Bezaumont | Ville-au-Val           | Belleau |
|           | Autreville-sur-Moselle | Millery |

### Géologie et relief
La superficie de la commune est de 5,79 km2 ; son altitude varie de 195  à   377 mètres.

### Hydrographie

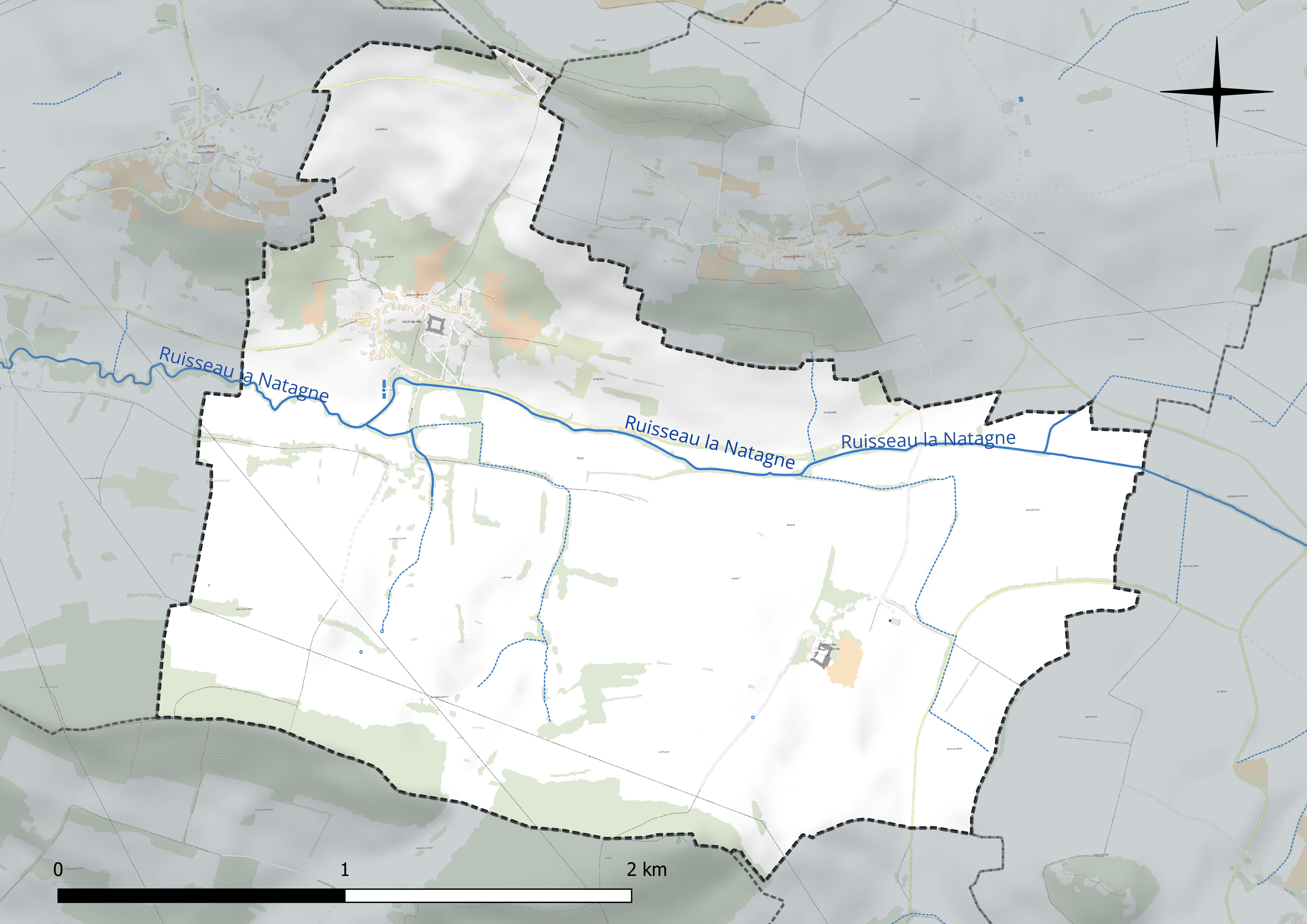
Réseau hydrographique de Ville-au-Val.

La commune est dans le bassin versant du Rhin au sein du bassin Rhin-Meuse. Elle est drainée par le ruisseau la Natagne,.
Le Natagne, d'une longueur de 14 km, prend sa source dans la commune de Bratte et se jette  dans la Moselle à Dieulouard, après avoir traversé six communes.

### Climat
Pour des articles plus généraux, voir Climat du Grand Est et Climat de Meurthe-et-Moselle.
En 2010, le climat de la commune est de type climat des marges montargnardes, selon une étude du Centre national de la recherche scientifique s'appuyant sur une série de données couvrant la période 1971-2000. En 2020, Météo-France publie une typologie des climats de la France métropolitaine dans laquelle la commune est exposée à un climat semi-continental et est dans la région climatique Lorraine, plateau de Langres, Morvan, caractérisée par un hiver rude (1,5 °C), des vents modérés et des brouillards fréquents en automne et hiver.
Pour la période 1971-2000, la température annuelle moyenne est de 9,8 °C, avec une amplitude thermique annuelle de 16,9 °C. Le cumul annuel moyen de précipitations est de 773 mm, avec 12,5 jours de précipitations en janvier et 9,3 jours en juillet. Pour la période 1991-2020, la température moyenne annuelle observée sur la station météorologique de Météo-France la plus proche, « Nancy-Essey », sur la commune de Tomblaine à 20 km à vol d'oiseau, est de 11,0 °C et le cumul annuel moyen de précipitations est de 746,3 mm. 
La température maximale relevée sur cette station est de 40,1 °C, atteinte le 24 juillet 2019 ; la température minimale est de −24,8 °C, atteinte le 21 février 1956,,.
Les paramètres climatiques de la commune ont été estimés pour le milieu du siècle (2041-2070) selon différents scénarios d'émission de gaz à effet de serre à partir des nouvelles projections climatiques de référence DRIAS-2020. Ils sont consultables sur un site dédié publié par Météo-France en novembre 2022.

## Urbanisme

### Typologie
Au 1er janvier 2024, Ville-au-Val est catégorisée commune rurale à habitat dispersé, selon la nouvelle grille communale de densité à sept niveaux définie par l'Insee en 2022.
Elle est située hors unité urbaine. Par ailleurs la commune fait partie de l'aire d'attraction de Nancy, dont elle est une commune de la couronne,. Cette aire, qui regroupe 353 communes, est catégorisée dans les aires de 200 000 à moins de 700 000 habitants,.

### Occupation des sols

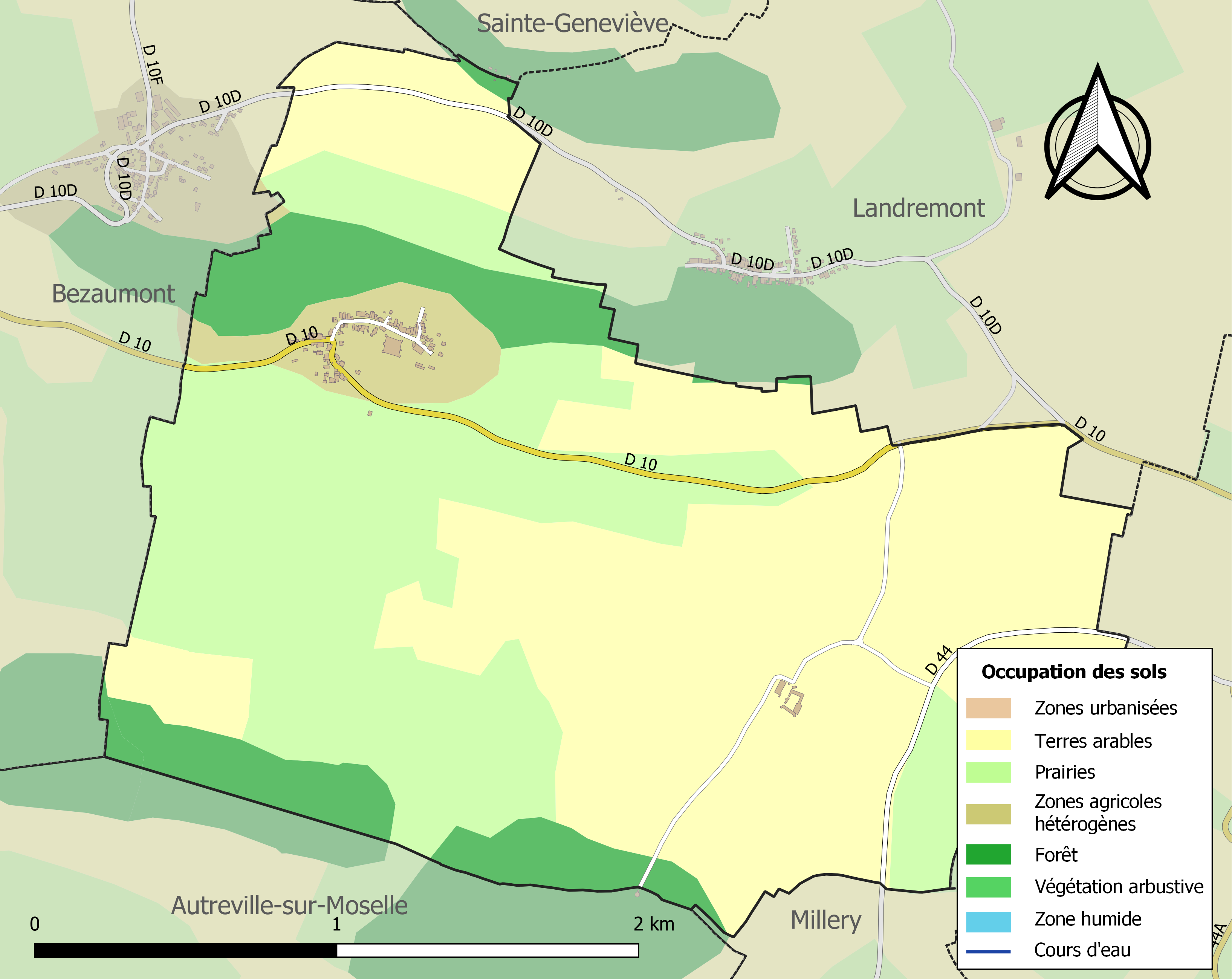
Carte des infrastructures et de l'occupation des sols de la commune en 2018 (CLC).

L'occupation des sols de la commune, telle qu'elle ressort de la base de données européenne d’occupation biophysique des sols Corine Land Cover (CLC), est marquée par l'importance des territoires agricoles (89,4 % en 2018), une proportion identique à celle de 1990 (89,4 %). La répartition détaillée en 2018 est la suivante : terres arables (49,8 %), prairies (35,2 %), forêts (10,6 %), zones agricoles hétérogènes (4,4 %).
L'évolution de l’occupation des sols de la commune et de ses infrastructures peut être observée sur les différentes représentations cartographiques du territoire : la carte de Cassini (XVIIIe siècle), la carte d'état-major (1820-1866) et les cartes ou photos aériennes de l'IGN pour la période actuelle (1950 à aujourd'hui).

### Morphologie urbaine
Ville-au-Val est un village situé au pied d’un coteau élevé, près de la Moselle et dans une petite plaine traversée par la Natagne.

### Habitat et logement
En 2021, le nombre total de logements dans la commune était de 77, alors qu'il était de 80 en 2016 et de 74 en 2011.
Parmi ces logements, 88,2 % étaient des résidences principales, 5,3 % des résidences secondaires et 6,6 % des logements vacants. Ces logements étaient pour 75,9 % d'entre eux des maisons individuelles et pour 24,1 % des appartements.
Le tableau ci-dessous présente la typologie des logements à Ville-au-Val en 2021 en comparaison avec celle de Meurthe-et-Moselle et de la France entière. Une caractéristique marquante du parc de logements est ainsi une proportion de résidences secondaires et logements occasionnels (5,3 %) supérieure à celle du département (2,2 %) mais inférieure à celle de la France entière (9,7 %).
| Typologie                                               | Ville-au-Val | Meurthe-et-Moselle | France entière |
| ------------------------------------------------------- | ------------ | ------------------ | -------------- |
| Résidences principales (en %)                           | 88,2         | 88,6               | 82,2           |
| Résidences secondaires et logements occasionnels (en %) | 5,3          | 2,2                | 9,7            |
| Logements vacants (en %)                                | 6,6          | 9,2                | 8,1            |

## Toponymie
Le nom de la localité est attesté sous les formes Ville on vaul Sainte-Marie (1476) ; Wille (1498) ; Ville près Mousson (1594) ; Ville-au-Val-Sainte-Marie (1710).

Ville : du mot villa ; les villas gallo-romaines, mérovingiennes et carolingiennes gagnant en importance pendant le Moyen Âge, le sens évolue vers village, car certaines sont devenues des villages et d'autres des villes. Le nom a progressivement suivi leur évolution et remplacé le latin vicus.
Val : du latin vallis « vallée ».

## Histoire

### Antiquité
Présence gallo-romaine. Une branche de la voie romaine reliant Strasbourg à Metz et à Scarpone, passait par Ville-au-Val.

### Moyen Âge
Une forteresse est signalée au XIe, transformée en château au XVe.
Messire Pierresson, dit Le Prud'homme, est le premier propriétaire dont le nom soit révélé par des titres de 1314 et 1329 ; il est assez probable que c'est lui qui aura donné son nom au domaine. Par une charte du 18 août 1486, Guillaume d'Haraucourt fit concession à Claude de Villers-le-Prud'homme, seigneur dudit lieu, des droits de haute, moyenne et basse justice dans l'étendue de ce domaine, à condition qu'on lui rendrait foi et hommage pour cette terre, qui était de franc-alleu.
Ce domaine est passé dans trois familles : celle des Villers-le-Prud'homme, continuée en ligne directe par les de Saintignon et les du Hautoy, celle de M. de Lasalle, puis par M. François Gouy, ancien avocat au parlement de Nancy.

## Politique et administration

### Rattachements administratifs et électoraux

#### Rattachements administratifs
La commune se trouve dans l'arrondissement de Nancy du département de la Meurthe-et-Moselle.
Elle faisait partie depuis 1801 du canton de Pont-à-Mousson. Dans le cadre du redécoupage cantonal de 2014 en France, cette circonscription administrative territoriale a disparu, et le canton n'est plus qu'une circonscription électorale.

#### Rattachements électoraux
Pour les élections départementales, la commune fait partie depuis 2014 du canton d'Entre Seille et Meurthe.
Pour l'élection des députés, elle fait partie de la sixième circonscription de Meurthe-et-Moselle.

### Intercommunalité
Ville-au-Val était membre de la petite communauté de communes du Grand Valmont, un établissement public de coopération intercommunale (EPCI) à fiscalité propre créé en 1998 et auquel la commune avait transféré un certain nombre de ses compétences, dans les conditions déterminées par le code général des collectivités territoriales.
Conformément aux prescriptions de la loi de réforme des collectivités territoriales du 16 décembre 2010, qui a prévu le renforcement et la simplification des intercommunalités et la constitution de structures intercommunales de grande taille, celle-ci a fusionné avec ses voisines pour former, le 1er janvier 2014, la communauté de communes du Bassin de Pont-à-Mousson, dont est désormais membre la commune.

### Liste des maires
| Période                                  | Période                      | Identité           | Étiquette      | Qualité |
| ---------------------------------------- | ---------------------------- | ------------------ | -------------- | --- |
| Les données manquantes sont à compléter. |                              |                    |                | |
| 1935                                     | 1981                         | Joseph de Pommery  | PRNS puis CNIP | Sénateur de Meurthe-et-Moselle (1961 → 1965) Président de la Chambre d'agriculture de Meurthe-et-Moselle[Quand ?] |
| 1981                                     | 1995                         | André Rigard       |                | |
| juin 1995                                | 2010                         | Jean-Marie Starck  |                | |
| octobre 2010                             | 2014                         | Samuel Redonnet    |                | Banquier |
| 2014                                     | mai 2020                     | Robert Rousselot   |                | |
| mai 2020                                 | novembre 2022                | Christophe Jacquel |                | Ouvrier qualifié de type artisanal Démissionnaire                                                                 |
| février 2023                             | En cours (au 2 juillet 2024) | David Girard       |                | Technicien |

## Population et société
Les habitants sont les Valois.

### Démographie
L'évolution du nombre d'habitants est connue à travers les recensements de la population effectués dans la commune depuis 1793. Pour les communes de moins de 10 000 habitants, une enquête de recensement portant sur toute la population est réalisée tous les cinq ans, les populations de référence des années intermédiaires étant quant à elles estimées par interpolation ou extrapolation. Pour la commune, le premier recensement exhaustif entrant dans le cadre du nouveau dispositif a été réalisé en 2008.

En 2022, la commune comptait 183 habitants, en évolution de −8,5 % par rapport à 2016 (Meurthe-et-Moselle : −0,13 %, France hors Mayotte : +2,11 %).
| 1793 | 1800 | 1806 | 1821 | 1831 | 1836 | 1841 | 1846 | 1851 |
| ---- | ---- | ---- | ---- | ---- | ---- | ---- | ---- | ---- |
| 273  | 285  | 324  | 285  | 325  | 300  | 325  | 326  | 305  |

| 1856 | 1861 | 1872 | 1876 | 1881 | 1886 | 1891 | 1896 | 1901 |
| ---- | ---- | ---- | ---- | ---- | ---- | ---- | ---- | ---- |
| 280  | 282  | 282  | 309  | 287  | 272  | 275  | 285  | 313  |

| 1906 | 1911 | 1921 | 1926 | 1931 | 1936 | 1946 | 1954 | 1962 |
| ---- | ---- | ---- | ---- | ---- | ---- | ---- | ---- | ---- |
| 278  | 244  | 186  | 161  | 147  | 151  | 130  | 132  | 146  |

| 1968 | 1975 | 1982 | 1990 | 1999 | 2006 | 2008 | 2013 | 2018 |
| ---- | ---- | ---- | ---- | ---- | ---- | ---- | ---- | ---- |
| 121  | 117  | 134  | 136  | 147  | 167  | 173  | 195  | 194  |

| 2022 | - | - | - | - | - | - | - | - |
| ---- | - | - | - | - | - | - | - | - |
| 183  | - | - | - | - | - | - | - | - |

## Culture locale et patrimoine

### Lieux et monuments
- Château fort  Classé MH (1988, 1995, partiel)[32] (XIe siècle, remanié aux XVIIe – XVIIIe siècles), réaménagé au XIXe siècle. La chapelle castrale ornée d'un riche décor sculpté et peint. Le jardin  du château a été aménagé durant le deuxième quart du XIXe siècle pour Claude-François Bourcier[33],[34]
- Château de Villers-les-Prud'homme  Inscrit MH (2000)[35] (XIIIe – XIVe siècles).
- Église Saint-Pierre-aux-Liens (XIXe siècle).
- Chapelle à la ferme fortifiée de Villers-les-Prud'homme.
- Sentier de randonnée.

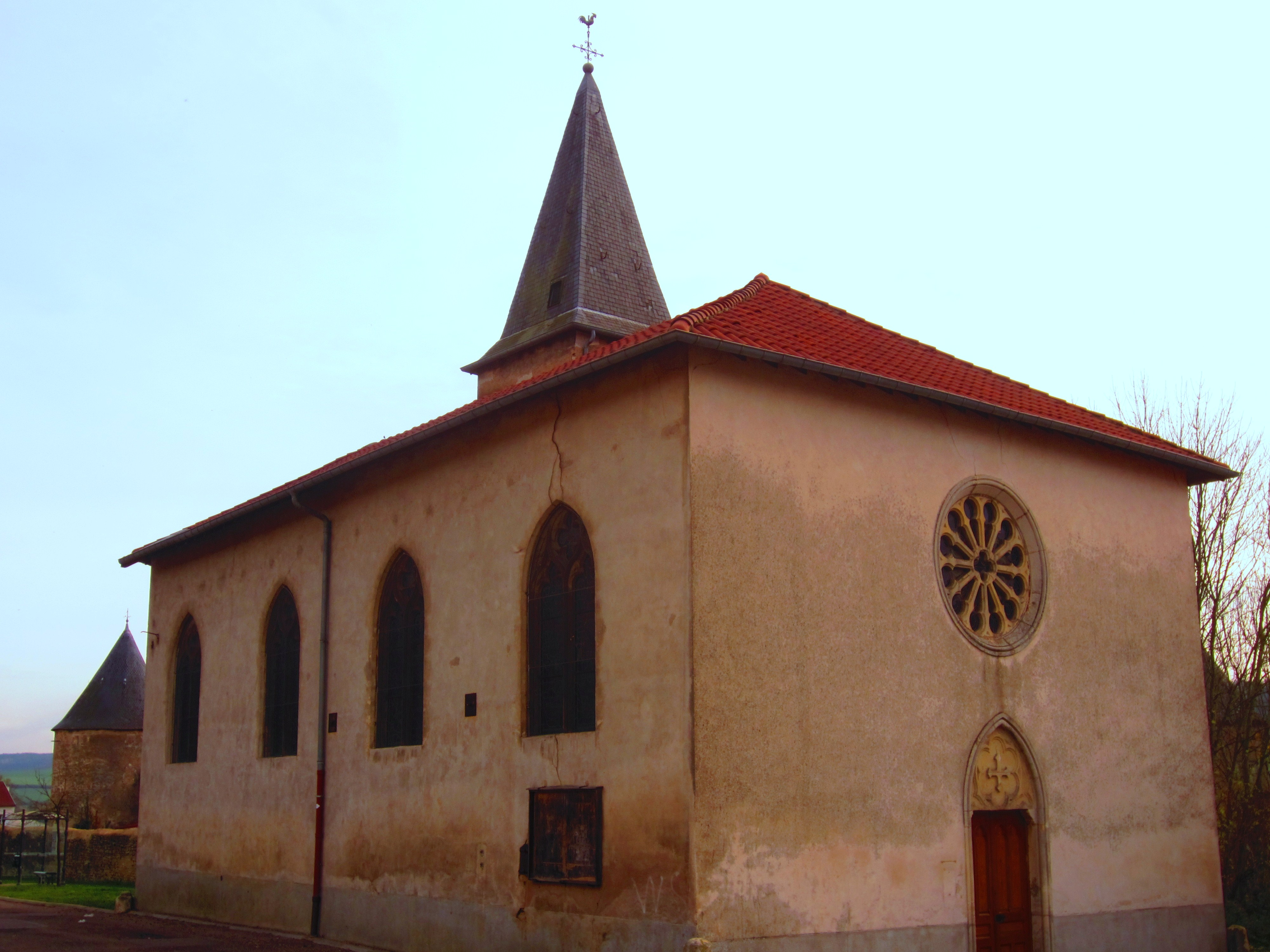
Église Saint-Pierre-aux-Liens.
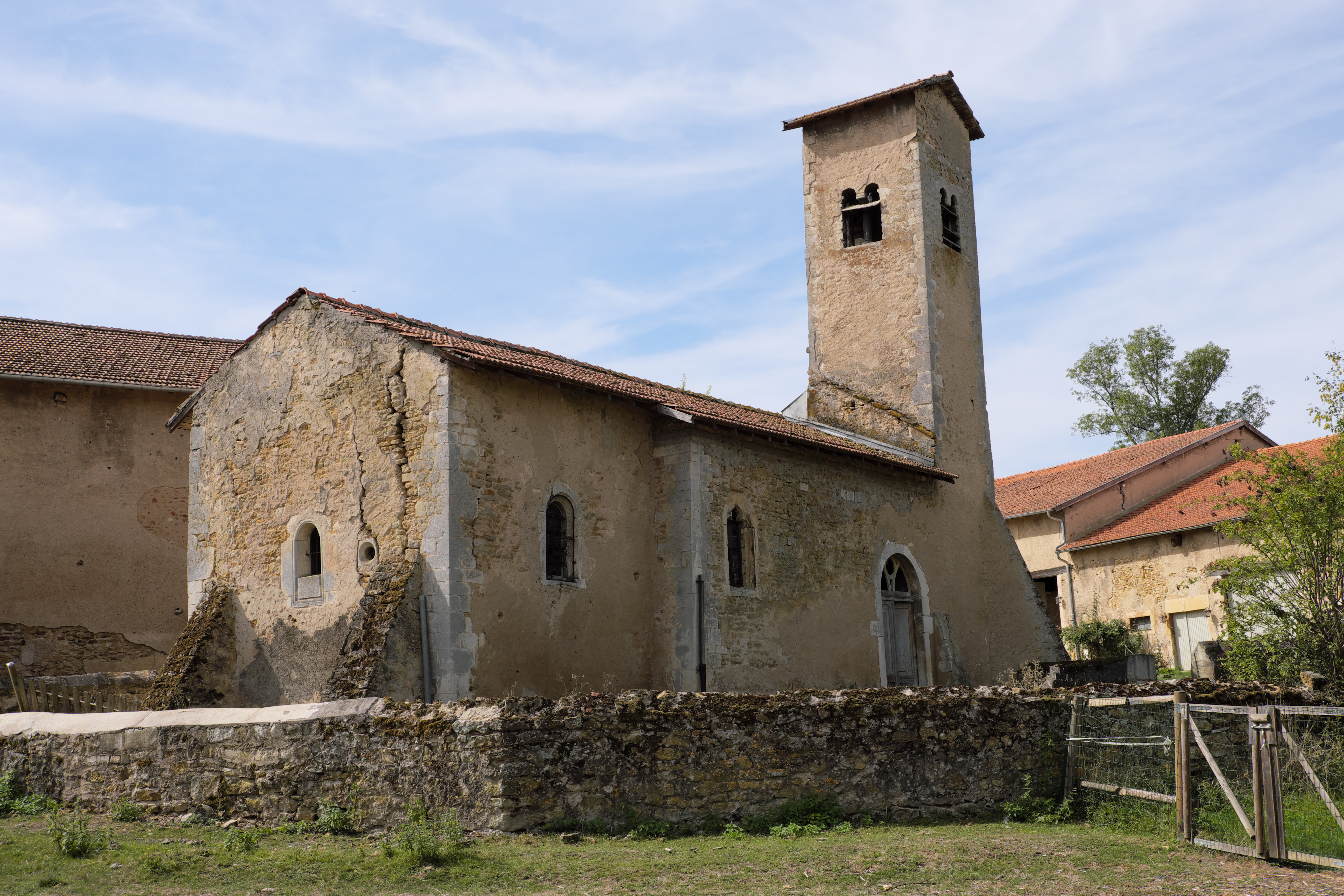
Chapelle de Villers-les-Prud'homme.

### Personnalités liées à la commune
- François Antoine Louis Bourcier (1760-1828), général de division, comte d'Empire, député de la Meurthe (1816), chevalier de Saint-Louis.
- Joseph de Pommery (1904-1981), maire de Ville-au-Val (1937), sénateur de Meurthe-et-Moselle (1961).

### Héraldique, logotype et devise
| [[Image:\|Blason de Ville-au-Val\|100px]] | Blason  | En haut à gauche, d'or, à la bande de gueules, chargée de trois alérions d'argent. En haut à droite, D'azur au sautoir d'or. En bas à gauche, M antique couronné (Sainte Marie). En bas à droite, D’or à la fasce d’azur, accolé en chef de deux molettes de sable, et en pointe de trois fers de lance du même, se joignant en fleuron par la tête ; au franc-quartier des Comtes militaires de l'Empire. |
| [[Image:\|Blason de Ville-au-Val\|100px]] | Détails | En haut à gauche, ce quartier reprend les armes traditionnelles du Duché de Lorraine. En haut à droite, ce quartier arbore les armes de l’ancienne commune de Villers-le-Prud’homme, aujourd’hui intégrée à Ville-au-Val. Il rappelle l’existence et l’importance de cette localité disparue. En bas à gauche, le M antique couronné, symbole qui fait référence à la Vierge Marie et plus précisément à la vallée de Sainte-Marie, qui a donné son nom à Ville-au-Val (« Val » venant de la vallée). En bas à droite, le blason du général François Antoine Louis Bourcier, personnage illustre du Premier Empire. Ce quartier rend hommage à sa mémoire et souligne le lien durable entre sa descendance et la commune, puisque ses héritiers résident toujours au château de Ville-au-Val. Le statut officiel du blason reste à déterminer. |